# Kurarua vafella
Kurarua vafella là một loài bọ cánh cứng trong họ Cerambycidae.